# Nogomet na OI 1964.
Nogomet na Olimpijskim igrama u Tokiju 1964. godine uključivao je natjecanja samo u muškoj konkurenciji.

## Osvajači medalja - muški
| Zlato | Srebro | Bronca |
| --- | --- | --- |
| Mađarska Ferenc Bene Tibor Csernai Antal Dunai Janos Farkas Jozsef Gelei Kalman Ihasz Benjamin Kaposzta Sandor Katona Mihaly Szentmihalyi Imre Komora György Nagy Istvan Nagy Ferenc Nogradi Karoly Palotai Deszö Novak Pal Okosz Arpad Orban Gusztav Szepesi Zoltán Varga | Čehoslovačka Jan Brumovsky Ludevit Cvetler Jan Geleta Frantisek Knebort Karel Knesl Karel Lichtnegl Vojtech Masny Stefan Matlak Ivan Mraz Karel Nepomucky Karel Zdenek Picman Frantisek Schmucker Anton Svajlen Anton Urban Frantisek Volosek Josef Vojta Vladimir Weiss | Istočna Njemačka Gerd Backhaus Wolfgang Barthels Bernd Bauchspieß Gerhard Körner Otto Fräßdorf Henning Frenzel Dieter Engelhardt Herbert Pankau Manfred Geisler Jürgen Heinsch Klaus Lisiewicz Jürgen Nöldner Peter Rock Klaus-Dieter Seehaus Hermann Stöcker Werner Unger Klaus Urbanczyk Eberhard Vogel Manfred Walter Horst Weigang |